# قره‌داغ‌لی (شوشی)
قره‌داغ‌لی (ترکی آذربایجانی: Qaradağlı) یک منطقهٔ مسکونی در جمهوری آرتساخ است که در استان شوشی واقع شده‌است.